# Rogneda tripalmata
Rogneda tripalmata är en plattmaskart som först beskrevs av Beklemishev 1927, och fick sitt nu gällande namn av Tor Karling 1953. Rogneda tripalmata ingår i släktet Rogneda och familjen Polycystididae. Inga underarter finns listade i Catalogue of Life.